# Ole Ritter
Ole Jørgen Phister Ritter (født 29. august 1941 i Slagelse) er en dansk tidligere cykelrytter med speciale i enkeltstart. 

## Amatørkarriere
Ritter fik sit gennembrud i 1962, hvor han vandt to sølvmedaljer ved VM i Italien i henholdsvis linjeløb og 100 km holdløb og også blev dansk mester i landevejsløb.
Han deltog i OL 1964 i Tokyo, hvor han stillede op i 100 km holdløb sammen med Flemming Gleerup Hansen, Henning Petersen og Ole Højlund Pedersen og blev her nummer syv. Han deltog også i linjeløbet, hvor han blev nummer 74.
Han blev igen dansk mester i landevejsløb i 1966, og dette år vandt han desuden det nordiske mesterskab i samme disciplin.

## Professionel karriere
Ole Ritter blev professionel i 1967 for holdet Germanvox-Wega. Herfra tog hans karriere for alvor fart, og samme år vandt han den individuelle enkeltstart i Giro d’Italia foran Rudi Altig, Eddy Merckx og Jacques Anquetil.
Ritter har deltaget hele ni gange i Giro d'Italia, og har vundet tre etapesejre i alt, to på enkeltstart og en enkelt efter samlet start. Ritters bedrifter i Giro'en i 1973 er beskrevet i filmen Stjernerne og vandbærerne, der er instrueret af digteren og cykelkommentatoren Jørgen Leth. Ritter er den til dato næstmest succesrige danske cykelrytter i Giro d'Italia med syvendepladsen i 1973, kun overgået af Jakob Fuglsang, der i 2020 opnåede en samlet sjetteplads. Ritter kørte desuden Tour de France en enkelt gang i 1975, hvor han opmåede en andenplads på 18. etapes enkeltstart på sin vej til en placering som nr. 47 samlet.
I 1968 tog Ritter til Mexico City for at sætte ny verdensrekorden i én times banekørsel. Rekorden blev sikret med 48,653 km, og det tog fire år, før Eddy Merckx slog rekorden med 49,431 km. I 1974 i en alder af 33 år tog Ritter atter til Mexico for at slå rekorden. Forsøget mislykkedes, men han slog sin personlige rekord med 48,879 km. Ritters forsøg på at generobre den eftertragtede rekord er skildret i Jørgen Leths dokumentarfilm Den umulige time.
I slutningen af sin karriere blev Ritter endnu engang Danmarks cykelhelt, da han deltog i de genindførte seksdagesløb. Han vandt tre gange: I 1974 og 1975 Seksdagesløbet i Herning i Messecenter Herning sammen med sin hollandske makker Leo Duyndam og 1977 i ved Københavns seksdagesløb i Forum med belgieren Patrick Sercu.

## Senere karriere
I 1977 åbnede han cykelbutikken Ritter Cykler. Senere blev han sportskommentator på tv.